# Dalla modista
Dalla modista (Mary Cassat) è un dipinto a pastello (67x67 cm) realizzato nel 1882 circa dal pittore francese Edgar Degas.
È conservato nel Museum of Modern Art di New York.
Per la figura della cliente che prova il cappello, Degas si servì come modella della pittrice ed amica Mary Cassatt.